# Dava Newman
Dava J. Newman (n. 1964, Helena, Montana, SUA) a fost director adjunct al NASA. Newman a obținut o calitate de profesor în inginerie biomedicală aerospațială și o diplomă de master în inginerie și tehnologie aerospațială⁠(d) de la Massachusetts Institute of Technology (MIT). A absolvit cu o diplomă de licență în inginerie aerospațială de la Universitatea Notre Dame în 1986. Este profesor Apollo de Aeronautică și Astronautică și Inginerie a Sistemelor la MIT și la Școala de Sănătate, Știință și Tehnologie Harvard-MIT din Cambridge. Ea este MacVicar Faculty Fellow (pentru contribuțiile sale la învățământul universitar), fost director al Programului de Tehnologie și Politică MIT (2003-2015) și din 2011, director al Programului MIT Portugalia. În calitate de director al Programului de Tehnologie și Politică (TPP) de la MIT, a coordonat cea mai amplă cercetare multidisciplinară a Institutului, implicând peste 1.200 de studenți. Din 1993, face parte din corpul didactic al Facultății de Aeronautică și Astronautică din cadrul Școlii de Inginerie a MIT. În decembrie 2020, a fost numită director al MIT Media Lab.

## Ancheta
Cercetarea lui Newman se concentrează pe ingineria biomedicală aerospațială și pe studiul comportamentului uman în diferite medii gravitaționale. Newman a fost investigatorul principal în patru misiuni de zbor spațial. Experimentul privind senzorii de sarcină dinamică a navetei spațiale (DLS) a fost realizat în misiunea STS-62, măsurând perturbațiile cauzate de astronauți într-un mediu de microgravitație. Între 1996 și 1998, experimentul „Senzori de sarcină dinamică îmbunătățiți” a fost efectuat la bordul stației spațiale Mir. De asemenea, a fost co-investigator în cadrul studiului „Mental Workload and Performance Experiment (MWPE)”, desfășurat în misiunea STS-42, care a evaluat încărcarea mentală a astronauților și controlul motor în condiții de microgravitație. A dezvoltat experimentul de zbor spațial MICR0-G pentru a oferi o suită de senzori și pentru a studia adaptarea umană în medii extreme. Ea a fost investigatorul principal la MIT în studiul costumului de contramăsuri a sarcinii gravitaționale, sau Skinsuit, care a zburat pe Stația Spațială Internațională ca demonstrație a tehnologiei ESA din 2015 până în 2017.
Dava Newman este cunoscută în special pentru cercetările sale privind costumele spațiale⁠(d), în special BioSuit, a cărui compresie directă asupra pielii asigură presiune prin materialele textile din care este fabricată în locul gazului sub presiune. Costumul este conceput pentru a ajuta astronauții să se miște mai ușor decât permit costumele pline cu gaz. Aceste tehnologii spațiale au fost ulterior adaptate pentru „costumele moi”, utilizate în cercetarea și îmbunătățirea locomoției pe Pământ. Newman este autorul cărții Interactive Aerospace Engineering and Design, un manual introductiv în domeniul ingineriei aerospațiale. De asemenea, a publicat peste 300 de articole în reviste de specialitate și conferințe și deține multiple brevete legate de tehnologia compresiei.

## Director adjunct al NASA
În octombrie 2014, președintele Barack Obama l-a nominalizat pe Newman pentru a fi director adjunct al NASA, dar Senatul Statelor Unite a returnat nominalizarea președintelui în decembrie 2014, Format:Neclar. Conform regulilor Senatului, pentru ca Newman să fie confirmat, Obama a trebuit să o nominalizeze din nou în a 114-a. º Congres, și a făcut acest lucru pe 8 ianuarie 2015. Confirmarea în fața Comisiei Senatului pentru Comerț, Știință și Transport a fost pe 25 martie 2015. După ce a fost recomandată în unanimitate de către Comisie și aprobată de plenul Senatului, la 27 aprilie 2015 a fost confirmată în funcție. Newman a demisionat din funcție pe 20 ianuarie 2017, coincizând cu sfârșitul administrației Obama.

## Premii și recunoașteri
Printre distincțiile și recunoașterile notabile se numără Medalia NASA pentru Serviciu Distins (2017), Premiul pentru Leadership al organizației Women in Aerospace (2017) și Premiul Henry L. Taylor acordat de Asociația Medicală Aerospațială pentru realizări remarcabile în domeniul factorilor umani aerospațiali (2017)..Costumul său spațial BioSuit a fost expus la Bienala de la Veneția (2015), Muzeul American de Istorie Naturală (2012), Muzeul Victoria și Albert, Londra (2012), Muzeul Științei și Industriei din Paris (2010), Muzeul de Știință și Industrie din Londra (2009) și Muzeul Metropolitan de Artă (2008). Revista Time i-a acordat premiul pentru cea mai bună invenție din 2007. Newman a fost inclusă pe lista celor mai bune 100 de femei ingineri în 2004 și a primit Premiul Național pentru Educatoare Aerospațială Femei în Aerospace în 2001.
Newman a fost director al Baker House a MIT.